# Georg Ritzschke
Georg Ritzschke (* 25. September 1927 in Lützen) ist ein deutscher Wirtschaftswissenschaftler und ehemaliger Hochschullehrer.

## Leben und Wirken
Nach dem Schulbesuch studierte Ritzschke und promovierte am 14. November 1955 an der Hochschule für Ökonomie und Planung in Berlin-Karlshorst zum Dr. rer. oec. 1956 wurde er mit der Wahrnehmung einer Dozentur für Volkswirtschaftslehre, -bilanz und -planung an der genannten Hochschule für Ökonomie und Planung beauftragt. Im folgenden Jahr wechselte er an die Universität Rostock. 1958 wurde er als Dozent für Volkswirtschaftsplanung an das Institut für Politische Ökonomie berufen. Später wurde er Leiter der Abteilung Effektivitätsplanung am Ökonomischen Forschungsinstitut der Staatlichen Plankommission. In den 1980er Jahren wechselte er dort in die Abteilung Vervollkommnung.

## Schriften (Auswahl)
- Über die Anwendung der Bilanzmethode bei der Begründung des Produktionsprogramms der Landwirtschaft im Volkswirtschaftsplan der DDR. Berlin-Karlshorst 1955.
- (mit Manfred Poschbeck): Die Planung und Leitung der Volkswirtschaft. Lehrbrief 4. Berlin-Karlshorst 1958.
- Einführung in die regionale Bilanzierung. Verlag Die Wirtschaft, Berlin 1961.
- Territoriale Effektivitätsrechnungen . Berlin 1967.
- (mit Horst Steeger): Höhere Effektivität durch Effektivitätsplanung. In: Einheit, Heft 3/1975.
- (Hrsg.): Planung und Messung der Effektivität der gesellschaftlichen Produktion. Verlag Die Wirtschaft, Berlin 1981.
- (Mitautor): Regionale Wirtschaftsentwicklung und -förderung im Grenzgebiet Oberlausitz, Niederschlesien. Halle/S. 1995.